# Cameron Island
Cameron Island ist eine Insel der Königin-Elisabeth-Inseln und gehört zum Territorium  Nunavut in Kanada. Sie liegt östlich der Borden-Insel und westlich der Amund-Ringnes-Insel und südlich der Ellef-Ringnes-Insel. Im Süden liegt in nur vier Kilometern Entfernung die Île Vanier, getrennt durch die Arnott Strait. Die Cameron-Insel ist 1059 km² groß. Im Südosten erreicht sie eine Höhe von 244 Metern.
Die Insel wurde nach Donald Cameron benannt, einem Landvermesser schottischer Herkunft, der von 1872 bis 1876 zusammen mit dem Amerikaner Archibald Campbell Grenzvermessungen durchführte.
Die Firma „Panarctic Oils Ltd.“, ein kanadisches Konsortium von Industrie und Regierung, förderte auf Cameron Island zwischen 1985 und 1996 2,8 Millionen Barrel Erdöl. 2013 wurde bekannt, dass die kanadische Regierung plant, das Bent-Horn-Ölfeld zur erneuten Ausbeutung auszuschreiben.